# پالیکش
پالیکش (به لاتین: Pəlikəş) یک منطقهٔ مسکونی در جمهوری آذربایجان است که در شهرستان آستارا واقع شده‌است. پالیکش ۱٬۵۸۷ نفر جمعیت دارد.

## ریشه واژه
پالی یا پَلی در زبان تالشی به‌معنی پلنگ و کَش به‌معنی یک رودخانه کوچک که در میان دره جریان دارد است.